# Остропільська волость
Остропільська волость — історична адміністративно-територіальна одиниця Новоград-Волинського повіту Волинської губернії Російської імперії. Волосний центр — містечко Старий Остропіль.
З 1921 року входила до складу Новоград-Волинського повіту.
Станом на 1885 рік складалася з 5 поселень, 4 сільських громад. Населення — 7479 осіб (3566 чоловічої статі та 3913 — жіночої), 642 дворових господарств.
|                     | Площа, десятин | У тому числі орної, дес. |
| ------------------- | -------------- | ------------------------ |
| Сільських громад    | 4701           | 3497                     |
| Приватної власності | 5708           | 4839                     |
| Казенної власності  | —              | —                        |
| Іншої власності     | 271            | 223                      |
| Загалом             | 10680          | 8559                     |

Основні поселення волості:
- Старий Остропіль — колишнє власницьке містечко, при р. Случ, 3250 осіб, 406 дворів, волосне управління (повітове місто —100 верст); православна церква, костел, синигога, 3 єврейських молитовних будинків, школа, постоялий двір, постоялий  будинок, гостинний двір, водяний млин.
- Михеринці — колишнє власницьке село, при р. Половкі, 395 осіб, 57 дворів, православна церква,  школа, постоялий будинок, вапняний завод.
- Пасічна — колишнє власницьке село на кордоні Подільської губернії, 383 особи, 57 дворів, православна церква, постоялий будинок, цегельний завод.
- Юзефівка — колишнє власницьке село, при струмках Жилкі та Грабаркі, 771 особа, 90 дворів, православна церква, школа, постоялий будинок, водяний млин, цегляний завод.